# Ella camina sola
Ella camina sola es una serie de televisión por internet mexicana de suspenso creada por Adriana Pelusi, producida por The Inmigrant para TelevisaUnivision en el 2023. Se lanzó a través de Vix el 29 de septiembre de 2023.

## Argumento
Carla es una profesora que investiga si las acusaciones de acoso contra Ricardo, su colega y mejor amigo, son inventadas por Daniela, estudiante problemática. La situación revive viejos traumas de la adolescencia.

## Reparto

### Principales
- Paulina Dávila como Carla[3]
- Alicia Jaziz como Daniela
- Christopher von Uckermann como Ricardo[4]
- Odiseo Bichir como José Luis
- Ricardo Abarca como Victor

### Recurrentes
- Iñaki Casas como Bernardo
- Cecilia Ponce como Elisa
- Sebastián Poza como Sebastián
- Macarena Oz como Anya
- Florencia Rios como Aurora
- Camila Calónico como Lorena
- Maite Piña como Ana Pau
- Stephania Lodena como Rebeca
- Paloma Petra como Renata
- Tania Niebla como Irene
- César Acosta como Esteban
- Zury Shasho como Javier
- Giovanna Utrilla como María José
- Sergio Bonilla como Gustavo
- Ari Shasho como Manuel
- Cecilia Cañedo como Natalia
- Val Dorantes como Arantza

## Producción
El 30 de agosto de 2022 se anunció que había comenzado la producción de la serie bajo el título provisional Una noche. El 18 de septiembre de 2023 se anunció que la serie se estrenaría el 29 de septiembre de 2023, siendo el título oficial Ella camina sola.